# Ariel Pink
Ariel Pink, född Ariel Marcus Rosenberg den 24 juni 1978 i Los Angeles, är en amerikansk avant-garde-musiker som ibland förknippas med Freak folk-scenen. Han släpper sina album med ett band, "Ariel Pink's Haunted Graffiti". En av Ariel Pinks främsta inspirationskällor är R. Stevie Moore.
Hans låt "Round and Round" från Before Today blev utsedd till årets bästa låt 2010 av Pitchfork.
Den 6 januari 2021, deltog Ariel Pink i protesterna före stormningen av kongressbyggnaden i Washington D.C. för att visa sitt stöd för Donald Trump.

## Diskografi

### Album
- 2002: House Arrest/Lover Boy (Haunted Graffiti 5-6) (Ballbearings Pinatas; Demonstration Bootleg)
- 2003: Worn Copy (Haunted Graffiti 8) (Rhystop)
- 2004: The Doldrums (Haunted Graffiti 2; Reissue) (Paw Tracks)
- 2005: Worn Copy (Haunted Graffiti 8; Reissue) (Paw Tracks)
- 2005: Ariel Pink's Haunted Graffiti - Pedestrian Pop Hits (Southern Records)
- 2006: House Arrest (Haunted Graffiti 5; Reissue) (Paw Tracks)
- 2006: Lover Boy (Haunted Graffiti 6; Reissue) (Ballbearings Pinatas)
- 2006: My Molly EP (Tiny Creatures)
- 2006: Ariel Rosenberg's Thrash and Burn: Pre (Human Ear Music)
- 2006: Ariel Friedman EP (Human Ear Music)
- 2006: Ariel Pink's Haunted Graffiti "7 Gates of Zion/Ghosts* (Mistletone)
- 2006: Ariel Pink's Haunted Graffiti - Witchhunt Suite for WW3 12" (Melted Mailbox)
- 2006: Holy Shit - Stranded At Two Harbors (UUAR)
- 2007: Scared Famous (West Coast Tour Edition) (Human Ear Music)
- 2007: Underground (Haunted Graffiti 1) (Vinyl International)
- 2008: Glow In The Dark LP (Manimal Vinyl) med Geneva Jacuzzi
- 2008: Oddities Sodomies Vol. 1 (Vinyl International)
- 2010: Before Today (4AD)
- 2012: Mature Themes (4AD)
- 2014: Pom Pom (4AD)
- 2017: Dedicated to Bobby Jameson (Mexican Summer)